# Rodbina gospodov Polanenskih
Rodbina Polanenskih je plemiška družina, ki je imela pomembno vlogo na Nizozemskem v srednjem veku. Z dedovanjem obsežne posesti rodbine Polanenskih je Rodbina Nassavskih  leta 1403 prvič postala posestnica na Nizozemskem.

## Zgodovina
Rodbina Polanenskih je bila stranska veja rodbine gospodov Wassenaarskih, ki je imela v lasti grad Duivenvoorde od leta 1226. Veja je dobila ime po gradu Polanen, gradu v Monstru, ki je bil uničen leta 1351 in dokončno porušen leta 1394.
Filip III. Duivenvoordski je leta 1295 prejel v fevd  grad in gospostvo Polanen. Viljem Duvenvoordski (1290-1353) je leta 1324 kupil gospostvo Oosterhout, skupaj z ogromnimi posestmi okoli Brede in Bergen op Zoom, med njimi De Lek in grad Schoonenburg (opuščen okoli leta 1450). Ruševine gradu Strijena, njegove možne rezidence, so še vedno ohranjene v Oosterhoutu. Filipov sin Janez I. Polanenski je leta 1339 prejel fevd Breda skupaj s sinom Janezom II., ki je tam zgradil nov grad.

Vse te posesti je podedovala Johana Polanenska, ki se je poročila z Engelbertom I. Nassavskim. S to poroko je hiša Nassau prvič pridobila ozemlja na Nizozemskem. Mnogo kasneje je to dejstvo med drugim pripeljalo do vzpona rodbine Orange-Nassau do vladajoče dinastije v državi.
- Grad Duivenvoorde
- Grad Breda
- Grad Strijen, Oosterhout
- Grad Schoonenburg pri De Leku

## Družinsko drevo
- Filip III. Duivenvoordski (okoli 1248 - po 1301)
  - Janez I. Polanenski (-1342) m. Katerina Brederodska (-1372)
    - Dirk Polanenski m. Elburg Asperenski
      - Oton Polanenski m. Johana Voorst
        - Elburg Polanenski m. Ivan Langeraški
        - Kunegunda Polanenska m. Friderik Hekerenski poznan kot Rehterenski
        - Janez Polanenski m.1 Elburg Langeraški m.2 Katarina Gemenska (-1493)

    - Filip Polanenski (-1375) m. Elizabeta Maeleška
      - Elizabeta Polanenska (-1404) m. Hugo Heenvlietski (-1409)

    -  Grob Janeza II. in njegovih dveh žena v Grote Kerk (Breda) Janez II. Polanenski (-1378) m.1 Oda Hoornska (-1353) m.2 Mahteld nezakonsko Brabantsko (-1366) m.3 Margareta Lippensko
      - Janez III. Polanenski (-1394) m. Odilija Salmska (-1428)
        - Johana  Polanenska (1392-1445) m. Engelbert I. Nassavski (-1442)

      - Oda Polanenska (-1417) m. Henrik III. Montfoortski (1402)
      - Henrik Polanenski (-1427) m. 1 Johana Ghistelleška m.2 Adelajda Stalleška
      - Dirk Polanenski m. Gillisje Kralingenška
      - Beatrisa Polanenska m. Henrik VIII. Boutershemski
      - Marija Polanenska m. Viljem Kronenburški
      - Oton Leški (-1428) m. Sofija Berška (-1412)
        - Viljem II. Polanenski (1404-1465) m. Lutgardis Bentheimska (-1445)